# 207
207 (CCVII na numeração romana) foi um ano comum do século III do Calendário Juliano, da Era de Cristo, teve início a uma quinta-feira  e terminou também a uma quinta-feira, a sua letra dominical foi D (53 semanas)
| Ano completo                        |
| ----------------------------------- |
| Ano comum com início à quinta-feira |